# 苟苌
苟萇，五胡十六国時代前秦将领，武都郡人，为前秦的扩张做出了贡献。
苟萇在前秦担任屯騎校尉。370年四月，随王猛参与讨伐前燕。九月，王猛占领壶关，苟萇前来驻守。被任命为使持節、武衛将軍。
376年五月，苻堅命苟萇与左将軍毛盛、中書令梁熙、步兵校尉姚苌率步騎十三万，討伐前涼。苻坚又命秦州刺史苟池、河州刺史李辩、凉州刺史王统率领三州的兵众作为苟苌的后继部队。前涼君主張天錫派龍驤将軍馬建率兵二万迎击前秦軍。
八月，苟萇从石城津渡河，与梁熙会合，攻取了缠缩城。马建畏惧，从杨非退守清塞。張天錫又派征东将军常据率领三万兵众集结于洪池（今甘肃省武威市天祝县），自己则率五万大军前往金昌城。
苟苌让姚苌率领三千甲士作为前锋部队，击败了进攻他的馬建一万军队，迫使馬建投降。其余前涼的兵众全都逃散。苟苌进军洪池，击败了攻击他的常據军。常據自杀，他的军司席仂也战死。前秦的军队进入清塞，张天锡派司兵赵充哲、中衛将軍史景率领勇軍五万迎击。前秦军在赤岸彻底攻破赵充哲，俘获并斩首三万八千人，赵充哲、史景战死。张天锡大惊，率领数千骑兵退至姑臧。
苟萇派揚武将軍馬暉、建武将軍杜周率领騎兵八千西向，截断张天锡的退路，并让他们在按期内到姑臧会合。马晖等行进到洼池，遇上了大水，延误了期限，按照军法应当斩首，有司奏请召回投入牢狱。苻坚说：“河水春冬枯竭，秋夏暴涨，这是苟苌估计上的失误，不是马晖等人的罪过。如今天下有战事，应该宽恕罪过责成他们立功。命马晖等人奔赴北军，攻击代国的索虜来赎罪。”
前秦军队逼近姑臧，陷入困境的张天锡决定投降，双手反绑于身后，以白车白马载着棺材，在苟萇军营门前投降。苟苌为他松绑，焚烧了棺材后，将张天锡送到了长安。于是，凉州诸郡县全部臣服于前秦。前涼灭亡。張天錫做了一个梦。梦见一只緑色的狗出现，它的外形极长、从城东南方侵入，试图吞噬張天錫。張天錫从床上摔倒在地。苟萇攻克姑臧，大地变绿，苟萇穿着錦袍从东南门进城。一切都像梦中所见。
378年二月，尚書令苻丕、武卫将军苟萇率领七万步、骑兵进犯东晋朱序鎮守的襄陽。
苻丕想要急攻襄阳，苟苌说：“我们的兵众十倍于敌人，兵糧堆积如山，只要逐渐把汉水、沔水一带的百姓迁徙到许、洛，阻塞他们粮道，断绝他们的外援，他们就不攻自潰。如同坠入罗网的鸟，还怕抓不到他们吗？何必要将士们过多地伤亡，而急切地求取成功。”苻丕听从了他的意见。